# Epamera torvensis
Epamera torvensis är en fjärilsart som beskrevs av Riley. Epamera torvensis ingår i släktet Epamera och familjen juvelvingar. Inga underarter finns listade i Catalogue of Life.